# Magomied Kurbanalijew
Magomied Magomiedowicz Kurbanalijew (ros. Магомед Магомедович Курбаналиев; ur. 6 sierpnia 1992) – rosyjski zapaśnik startujący w stylu wolnym.
Złoty medalista mistrzostw świata w 2016 i brązowy w 2013. Mistrz Europy w 2014 i 2018. Wygrał uniwersjadę w 2013, igrzyska wojskowe w 2015 i mistrzostwa świata wojskowych w 2016 i 2021.
Drugi w Pucharze Świata w 2016. Mistrz świata juniorów w 2012. Mistrz Rosji w 2013 i 2019; trzeci w 2014, 2015, 2018 i 2021 roku.